# Броздовичі (гміна)

## Берездівці (гміна)
Ґміна Берездівці(пол. Gmina Brzozdowce) — колишня (1934—1939 рр.) сільська ґміна Бібрського повіту Львівського воєводства Польської республіки (1918—1939) рр. Центром ґміни було село Берездівці.

1 серпня 1934 р. було створено ґміну Берездівці в Бібрському повіті. До неї увійшли сільські громади: Берездівці ( Brzozdowce), Гранки-Кути (Granki, Kuty), Горішнє (Laszki Gorne),
Долішнє (Laszki Dolne), Підгірці ( Podgorce), Піддністряни (Podniestrzany), Рудківці( Руда, Ruda), Станківці (Stankowce), Тужанівці ( Turzanowce).